# Vanmanenia marmorata
Vanmanenia marmorata — вид коропоподібних риб родини Gastromyzontidae. Описаний у 2021 році.

## Назва
Видовий епітет походить від латинського слова marmoratus, що означає «мармуровий» і стосується забарвлення тіла з неправильних плям.

## Поширення
Ендемік Китаю. Вид поширений у річках середнього басейну річки Янцзи в провінції Гуансі. Виявлений у річці Ченьшуй, притоці річки Юань у повіті Цзянкоу.